# نوریک یغیازاریان
نوریک پوغوسی یغیازاریان (ارمنی: Նորիկ Պողոսի Եղիազարյան؛ زادهٔ ۴ سپتامبر ۱۹۳۸) یک  سیاستمدار اهل ارمنستان است که از تاریخ ۱۹۹۰ تا تاریخ ۱۹۹۵ سمت نمایندگی دوره اول شورای عالی جمهوری ارمنستان را برعهده داشت.

## زندگی‌نامه
در 	۴ سپتامبر ۱۹۳۸ ‏در ارمنستان به دنیا آمد . 